# بن ريتشاردز
بن ريتشاردز (بالإنجليزية: Ben Richards)‏ (1964، إنجلترا في المملكة المتحدة)؛ كاتب سيناريو وروائي بريطاني.

## روابط خارجية
- بن ريتشاردز على موقع IMDb (الإنجليزية)
- بن ريتشاردز على موقع ألو سيني (الفرنسية)
- بن ريتشاردز على موقع أول موفي (الإنجليزية)
- بن ريتشاردز على موقع قاعدة بيانات الفيلم (الإنجليزية)
- بن ريتشاردز على موقع كينوبويسك (الروسية)